# Gabriel Poix
Gabriel Augustin Poix (ur. 8 listopada 1888 w Paryżu, zm. 23 stycznia 1946 w Nogent-sur-Marne) – francuski wioślarz, srebrny medalista olimpijski.
Wystąpił na igrzyskach olimpijskich w Sztokholmie w 1912, gdzie w czwórkach ze sternikiem (łodzie z wewnętrznymi odsadniami) odpadł w pierwszej rundzie. Na rozgrywanych osiem lat później igrzyskach olimpijskich w Antwerpii razem z Maurice'em Boutonem i Ernestem Barberolle'em (sternik) zdobył srebrny medal w dwójkach ze sternikiem. W finale Francuzi o 1 sekundę przegrali z Włochami. 
W dwójkach ze sternikiem zdobywał także złote medale na mistrzostwach Europy w Gandawie (1913) i mistrzostwach Europy w Mâcon (1920). 
W trakcie kariery reprezentował barwy klubu Société Nautique de la Marne.